# Парадишче
Парадишче (словен. Paradišče), је насељено место источно од Шмарје-Сапа у општини Гросупље у централној Словенији покрајина Долењска. Општина припада регији Средишња Словенија.
Налази се на надморској висини 353,3 м, површине 1,12 км². Приликом пописа становништва 2002. године насеље је имало 59 становника.
Насеље се први пут у писаним изворима помиње 1686. као Парадис (1687. као Парадајс , 1689. Парадац). Због плодног квалитетно земљишта добија име Парадиж којем је касније додат сификс — ишче и настаје Парадишче. У прошлости је носио немачки назив Парадајс.

## Културна добра
На раскрсници у западном делу насеља налази се Капелица Мајке Божије која датира из 19. века.